# Death of a Dynasty
Death of a Dynasty é um filme de comédia exibido pela primeira vez em 2003. É uma sátira da indústria do hip hop indústria centrada em torno de Roc-A-Fella Records, e estrelas Ebon Moss-Bachrach, Capone e Damon Dash.
No filme, também fazem aparições diversos músicos, atores e celebridades como Jay-Z, Mariah Carey, Chloë Sevigny, Carson Daly e Aaliyah. Ele estreou no Tribeca Film Festival, em 2003 e também foi exibido no Festival de Cannes, mas não foi lançado nos cinemas dos Estados Unidos até 2005. Foi co-produzido pela Roc-A-Fella Films e distribuído pela TLA Releasing. Damon Dash dirigiu o filme e Adam Moreno escreveu seu roteiro.

## Enredo
Um jovem jornalista, David Katz, que escreve para uma revista de hip-hop chamada "Mic Check", começa a seguir um magnata da música, como parte de uma reportagem, e ao longo do tempo incorretamente começa a pensar que ele é parte desse mundo, o que leva a ele escrever um artigo para um jornal de fofocas, iniciando uma rivalidade entre o produtor e seu rapper mais famoso.

## Elenco
- Tony T. Roberts - Town Car Driver/Host
- Ebon Moss-Bachrach - Dave Katz
- Capone - Damon Dash
- Loon - Turk
- Rob Stapleton - Jay-Z / Bootlegger 1 / Hot Boy 1 / Dre / A1 / Gay Guy
- Rashida Jones - Layna Hudson
- Stephanie Raye - Monica
- Damon Dash - Harlem
- Beanie Sigel - Charles 'Sandman' Patterson / Himself
- Gerald Kelly - Funkmaster Flex / Biggs / Angry Blackman
- Devon Aoki - Picasso
- Kevin Hart - P-Diddy / Cop 1 / Dance Coach / Hyper Rapper / H. Lector
- Charles Q. Murphy .... Dick James / Dukey Man / Sock Head
- Ed Lover - Ele Mesmo
- Doctor Dré - Ele Mesmo
- Carson Daly - Ele Mesmo
- Walt Frazier - Ele Mesmo
- Rell - Ele Mesmo
- Jay-ZJay-Z - Ele Mesmo
- Cam'ron - Ele Mesmo
- Mark Ronson - Ele mesmo
- M.O.P. - Eles Mesmos
- State Property - Eles Mesmos